# Oficina Central de Correos (Kiev)
La Oficina Central de Correos (en ucraniano: Головпоштамт, romanizado: Holovposhtamt) en Kiev, Ucrania, se encuentra en la plaza de la Independencia. Alberga a Ukrposhta, el servicio postal nacional de Ucrania, e incluye oficinas y un cibercafé abierto las 24 horas en los pisos superiores. El edificio se completó en 1958 y se renovó durante la década de 1990.

## Historia
La construcción de una nueva oficina de correos comenzó en 1914, fue detenida por la Primera Guerra Mundial y finalmente se completó en 1941. Fue destruida deliberadamente ese mismo año por las fuerzas soviéticas en una explosión durante la demolición de Kiev, una vez que las fuerzas nazis entraron en la ciudad tras la retirada del Ejército Rojo. El edificio actual fue construido entre 1952 y 1958.
El 2 de agosto de 1989, durante una fuerte lluvia, el pórtico del edificio se derrumbó, matando a 13 personas. En el momento del derrumbe, el edificio estaba en reconstrucción.
Durante la invasión rusa de Ucrania en 2022, aunque muchos empleados de Ukrposhta se mudaron a áreas más seguras en el oeste de Ucrania o abandonaron el país por completo, la oficina de correos permaneció operativa. Ukrposhta también lanzó una serie de sellos populares, destacando eventos como el hundimiento del Moskvá y la liberación de Jersón, lo que llevó a la gente a hacer cola durante horas fuera de la oficina de correos.

## Edificio
El edificio de ladrillo de siete pisos tiene pisos de cemento y techo de hojalata. Tiene forma de L, con sus alas de unos 80 metros de longitud. El ala ubicada a lo largo de Jreshchatyk tiene una ligera curvatura. La fachada incluye elementos barrocos ucranianos. El edificio solía tener un parapeto, pero ya no lo tiene. Se agregaron baldosas de mármol blanco a la sala central durante una renovación en la década de 1990. En el primer piso, los marcos de las puertas y ventanas son de granito oscuro.

## Galería
|                        |
| Vista de tres cuartos. |

|                               |
| Monumento frente al edificio. |

|                |
| Salón central. |

|                     |
| Sello de Ukrposhta. |

|                             |
| Iluminado para las fiestas. |

|                                        |
| La antigua oficina de correos en 1937. |

|                                         |
| El antiguo edificio, destruido en 1941. |

|                             |
| Pórtico derrumbado en 1989. |

|                                       |
| Alrededor del comienzo de Euromaidán. |

|                                    |
| Alrededor del final de Euromaidán. |